# Rafinăria Dărmănești
Rafinăria Dărmănești (în trecut Rafinăria nr. 8) a fost o rafinărie de petrol din România construită în Dărmănești din Regiunea Bacău, începând cu anii 1949–1950. Era încadrată în categoria rafinăriilor mici din țară (alături de Astra Română, Petrolsub, Steaua Română, Vega), cu o capacitate de procesare anuală de 1,5 milioane de tone de petrol cu conținut scăzut de sulf, fiind axată pe prefabricate ce erau ulterior trimise la Rafinăria nr. 10 Onești, în scopul prelucrării finale, și Combinatul de cauciuc sintetic și produse petrochimice Onești, pentru obținerea de cauciucuri sintetice, polistiren și altele. 
Principalele produse erau nafta, kerosenul, motorina, păcura și hidrocarburile C3–C4. În 1987 unitatea a devenit producător de cocs acicular, singurul din România, cu o capacitate de 50 000 de tone/an. 

## Istoric

### Înființare
Rafinăria Dărmănești a fost construită în prima etapă în perioada 1950–1952, având inițial instalațiile mutate de la fosta rafinărie „Petrolul” din București aparținând societății Prahova, cu o suprafață de 48 de hectare. Capacitatea anuală a rafinăriei Petrolul a fost 210 000 tone și 168 000 tone în anul 1946, iar producția a fost sporită prin adăugarea mai multor instalații de la rafinării închise din Ploiești. Potrivit unui raport al CIA din 16 martie 1952, instalațiile au fost dezmembrate și mutate la Dărmănești în primăvara anului 1949, fiind însoțite de 30 de tehnicieni. Rafinăria nr. 8 Dărmănești, alături de Rafinăria nr. 10 Onești (construită în perioada 1957–1959) înlocuiau cele 16 distilerii (găzării) rudimentare anterioare din zonă și prelucrau în totalitate petrolul extras din județ. În 1969, în cele două unități se realiza 31 % din producția țării de benzină, 22 % din petroluri, 21 % din motorină, 16 % din păcură și altele.

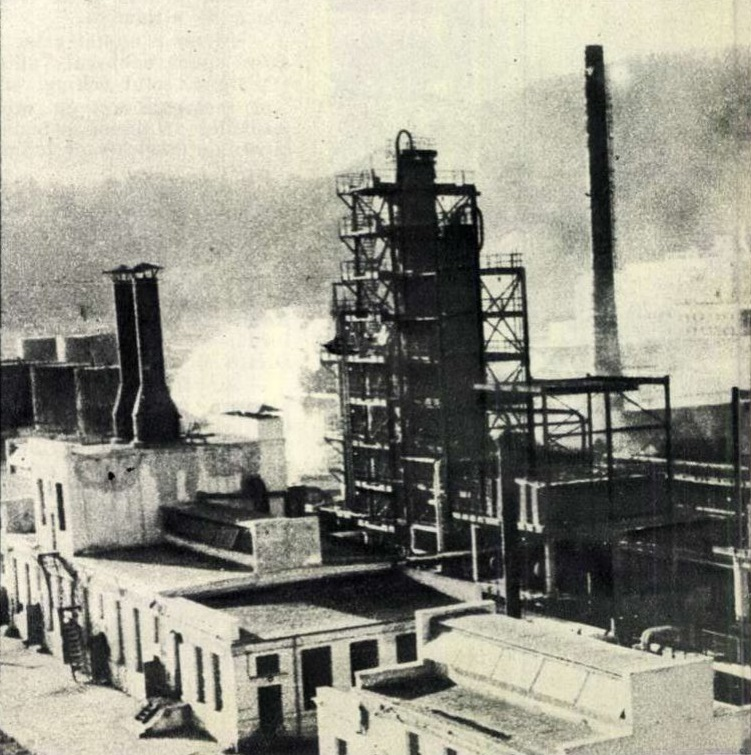
Rafinăria în 1958, prezentată într-un reportaj de Filip Brunea-Fox

Zona industrială era situată în terasa inferioară a râului Uz, între pârâurile Boiștea și Câmpului, la aproximativ 6 kilometri de râul Trotuș, ocupând o suprafață de 95 de hectare. Extinderea era spre sud-vest, în cartierul Sălătruc, fabrica de mobilă și în zona gării feroviare Dărmănești și fabrica de cherestea și mobilă. Pentru unitatea de rafinare s-a construit o centrală proprie de termoficare cu o putere de 10 MW, drept rezultat al prospecțiunilor asupra zăcămintelor de petrol și cărbune lignit din sectorul Lapoș și depresiunea Dărmănești.
Potrivit aceluiași raport, noua rafinărie a fost denumită atunci „Petrolifera Moldova Rafinăria nr. 2” iar producția a început în 18 decembrie 1949, cu o capacitate de 800 tone produse finite în 24 de ore. Autorul Constantin Jordan a menționat că producția propriu-zisă a început în anul 1950 cu o capacitate anuală de 300 000 de tone cu o instalație de topping (distilare atmosferică). Profilul acesteia era de rafinărie de petrol și gaze de sondă, având materia primă dirijată prin conducte din zonele petrolifere ale județului Bacău, de la Petrolifera Moldova Nr. 1 Moinești, fostă rafinărie cu 5 coloane de fracționare de la 6 până la 8 metri înălțime, situată la 100 de metri de Gara Moinești, rafinărie transformată în stație de pompare pentru cea din Dărmănești odată cu pornirea ei. Rafinăria Dărmănești a procesat, de asemenea, și petrol din zăcămintele ulterior arondate rafinăriei Crișana.
Planul de stat anual pentru 1951 menționează finalizarea construcției rafinăriei prin instalarea unei a doua unități de topping (instalația de distilare atmosferică nr. 2), echipament importat din Cehoslovacia de la Brünn Königsfelder⁠(de)[traduceți] în toamna anului 1950 și pus în funcțiune în cursul anului 1951. Însă, potrivit raportului CIA, echipamentul a fost adus în ianuarie sau februarie 1950 iar în martie același an au început lucrările de asamblare ale noii rafinării, denumite „BKS”, fiind poziționată la est de primele instalații. Producția era plănuită a fi între 1300 și 1500 tone în 24 de ore. Lucrările s-au desfășurat sub supravegherea unui inginer cehoslovac și a unor tehnicieni care au însoțit instalațiile. Doi ingineri români responsabili de asamblare au fost Ștefan Giurcici, de origine maghiară, și Albert Otahal, cehoslovac stabilit în România. S-a mai menționat în respectivul raport că drumurile și clădirile instalațiilor auxiliare aveau să fie finalizate până în 1953, construcția obiectivelor revenind companiei Sovromconstrucția care a folosit ca muncitori necalificați disidenți politici din Armata Română. Capacitatea instalației nr. 2 era de 400 000 de tone/an. Capacitatea totală a ambelor instalații se considera a fi de aproximativ 700 000 de tone pe an, dar alte surse indicau capacitatea anuală de doar 500 000 de tone. O a treia instalație de distilare atmosferică a fost montată în 1952, având o capacitate de 500 000 de tone/an.
La nivelul anului 1953, instalațiile de la Dărmănești, de proveniență cehoslovacă, și ale rafinăriei Brazi, de proveniență germană din 1944, erau cele mai moderne din țară. Rafinăria Dărmănești și fabrica Photogen Brașov erau singurele din țară care produceau lubrifianți calitativi proveniți din petrol parafinos. Pe segmentul skimming⁠(en)[traduceți] (distilare)–lubrifianți rafinăria producea 4 000 barili zilnic iar pe segmentul skimming–cracare–lubirifianți 6200 barili zilnic la începutul anilor 1950.
Potrivit unui muncitor emigrat din Blocul comunist, rafinăria construită din instalațiile dezmembrate a fost pusă în funcțiune în 1950 și avea o capacitate de 85 de vagoane-cisternă pe zi, pe urmă în iarna anilor 1950–1951 a fost pusă în funcțiune a doua rafinărie cu echipament și tehnicieni cehoslovaci și a intrat în producție în 1951. Materia primă provenea de la sondele din zona Moineștiului și era transportat prin conducte. În același an secția Sovrompetrol responsabilă pentru foraje, cu sediul în Târgu Ocna, a început exploatarea în zonele Dărmănești, Păcurița, Hârja și Slănic-Moldova și petrolul era trimis spre noua rafinărie. În apropierea unității de rafinare au fost construite pentru muncitori 40 de clădiri rezidențiale cu câte patru apartamente.
Rafinăria nu era dotată la început cu o instalație de cracare și avea 1000 de lucrători în trei schimburi. În anul 1955 s-a continuat construcția prin montarea instalației de cracare termică nr. 1, cu o capacitate de 360 000 de tone păcură. O altă instalație de cracare a fost dată în folosință în 1956.

Amplasamentul Rafinăriei Dărmănești (modelare 3D SRTM)

Rezervoarele de depozitare se presupune a fi avut o capacitate de 42 000 de tone, capacitate considerată mică întrucât produsele finite erau rapid transportate pe calea ferată Dărmănești–Valea Uzului, construită în 1949 pe segmentul până la Boiștea, având stația feroviară conectată de rafinărie prin șase conducte cu diametru de 6 inch. Exista o colaborare în producție cu Platforma Petrochimică Borzești, furnizându-se mai ales o parte din cantitatea de gaze propan-butan, materie primă pentru Combinatul de cauciuc sintetic și produse petrochimice Onești, în producerea acestui tip de cauciuc. Furnizarea de gaze a întâmpinat probleme până în anul 1963 din cauza corodării fierbătoarelor. Rămăsese în continuare problema întrebuințării respectivelor fracții de gaze, alături de gazele de cracare, drept combustibil în interiorul rafinăriei, valorificare considerată neeconomică. Tot în 1963 se avea în vedere obținerea de fracții fără impurități de sulf sau compuși cu acesta, elemente care creau dificultăți în instalațiile Combinatului de cauciuc sintetic Onești. Munca a fost îndeplinită în cele din urmă de către inginerii și tehnicienii proprii, resimțindu-se în randamentul mai ridicat în exploatarea instalațiilor combinatului din Onești. Produsele întreprinderii se valorificau atât pe piața internă cât și externă.
O conductă, ce era asamblată la nivelul anului 1951, avea ruta Dărmănești–Adjud–Iași–Ungheni–URSS.

### Școală de tehnicieni
În cadrul rafinăriei a avut loc consolidarea și îmbogățirea cunoștințelor chimiștilor și muncitorilor calificați din Rafinăria nr. 10 Onești și implicit Platforma Petrochimică Borzești. Alte întreprinderi cu profil asemănător de pregătire au mai fost rafinăriile de la Ploiești, Câmpina precum și combinatele chimice din Baia Mare, Târnăveni, Săvinești, Făgăraș, Victoria și fabrici din exteriorul țării.

### Modernizări
În anul 1963 s-a realizat o urmărire a întregului proces tehnologic în scopul depistării pierderilor de petrol și produse petroliere, datorate etanșărilor slabe, uzurii, necurățării echipamentului, manipulărilor excesive a produselor iar în decurs de 10 luni pierderile s-au redus notabil de ordinul a miilor de tone. S-a recurs și la ridicarea nivelului de pregătire tehnico-profesională a muncitorilor și a tehnicienilor. Se avea în vedere pentru viitor la mărirea suprafeței de regie la instalațiile distilare atmosferică (D.A.) prin cuplarea instalațiilor D.A. 1 și D.A. 2 cu desalinare electrică, eliminarea deversărilor peste rezervoare, modificarea unor agregate și înlocuirea a o parte din utilaje.
În anul 1970 a fost dată în folosință instalația de cocsare, având o capacitate de 60 000 tone. Se produceau anozi din cocs.
| Nr. unității | Numele unității                             | Capacitate (MT/an) | Licență            | Construcție                                                       | Informații                                                                           |
| ------------ | ------------------------------------------- | ------------------ | ------------------ | ----------------------------------------------------------------- | ------------------------------------------------------------------------------------ |
| 1            | Distilare Atmosferică nr. 1 cu desalinizare | 412 000            | Arthur McKee SUA   | necunoscut                                                        | Mutată de la rafinăria din București construită înainte de al Doilea Război Mondial. |
| 2            | Distilare Atmosferică nr. 2 cu desalinizare | 626 000            | necunoscut         | - necunoscut (USAID) - Brünn Königsfelder⁠(de)[traduceți] (Jordan) | Pornită la începutul anilor 1950 (1951).                                             |
| 3            | Distilare Atmosferică nr. 3                 | 462 000            | necunoscut         | necunoscut                                                        | Pornită la începutul anilor 1950 (1952). Oprită în 1989.                             |
| 4            | Instalație de kerosenuri (petrol lampant)   | 500 000            | necunoscut         | ICITPR (IPIP SA)                                                  | Pornită la începutul anilor 1950.                                                    |
| 5            | Cracare termică                             | 412 500            | Nefte Proiect URSS | Nefte Proiect URSS                                                | Pornită în 1956. Modernizată în 1987.                                                |
| 6            | Cocsare                                     | 460 000            | ICITPR (ICERP)     | ICITPR (IPIP SA)                                                  | Pornită în 1979.                                                                     |

În mai 1981 s-a pus în funcțiune o instalație mai modernă de absorbție-fracționare a gazelor, după concepție și construcție românească. Aceasta valorifica gazele combustibile de la instalația de cocsare a rafinăriei prin transformarea acestora în gaze de chimizare, ce constituiau materie primă pentru Combinatul de cauciuc sintetic și produse petrochimice Onești. Atât instalația de cocsare cât și cea de absorbție-fracționare gaze foloseau resursele energetice existente și contribuiau astfel la economia de energie electrică și combustibil.

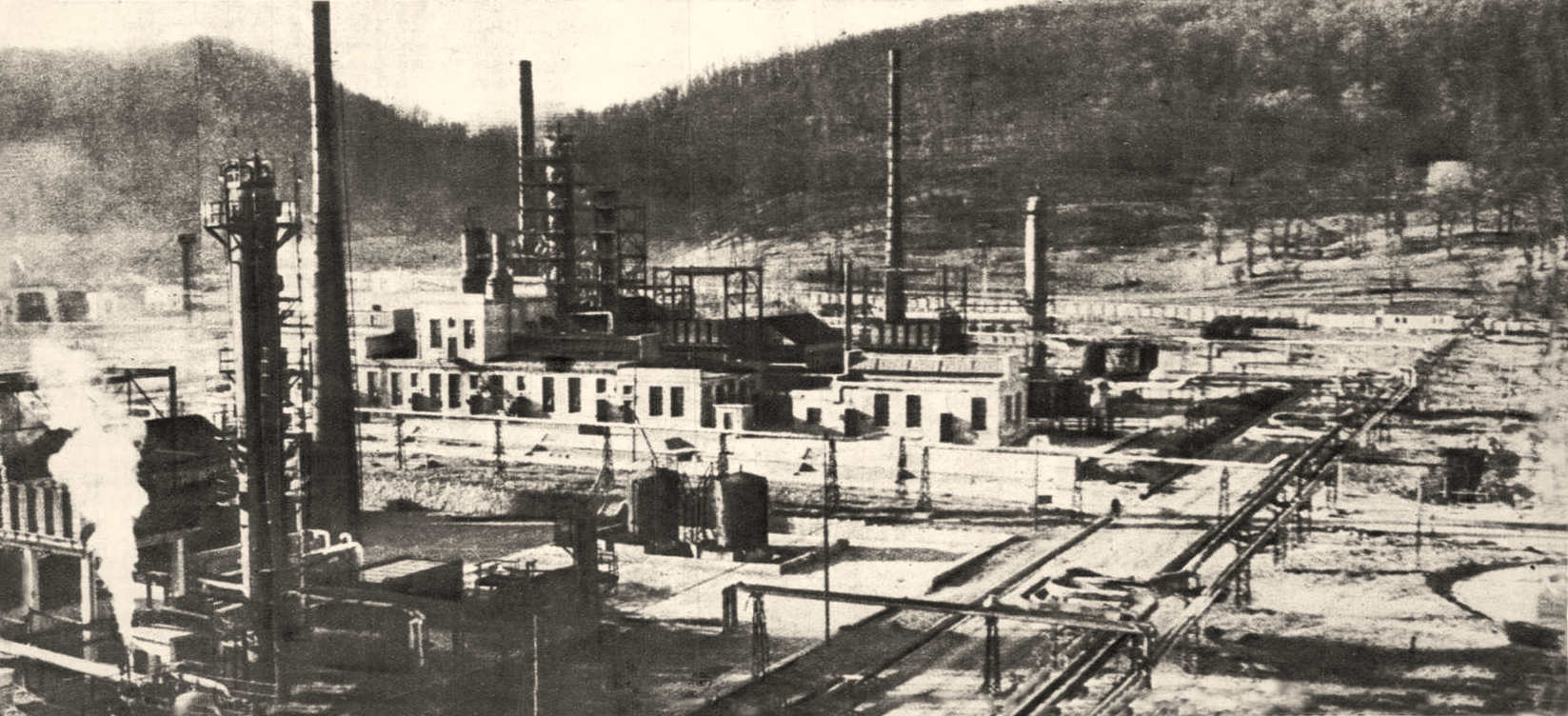
Rafinăria în 1958

În 1987 unitatea a devenit producător de cocs acicular, cu o capacitate de producție de 50 000 de tone/an. În aprilie 1988, în cadrul unor lucrări de dezvoltare și modernizare, a fost pornită o a treia cameră de cocs care asigură materia primă în fabricarea cocsului acicular cu structură orientată. Programul de investiții a cuprins instalația de cocsare și sortare a cocsului, modernizarea instalației de cracare termică și respectiv camera de cocs. Proiectul a fost realizat de Institutul de Cercetare și Proiectări Tehnologice pentru Rafinării și Instalații Petrochimice (ICPRP) Ploiești și s-au utilizat utilaje autohtone fabricate la Întreprinderea „Grivița Roșie”, Întreprinderea „Aversa” București, Întreprinderea de utilaj chimic Borzești și altele.
Atât unitățile de cracare termică, cât și cele de cocsare erau echipate cu instalații de fracționare a gazelor.
Pe regiunea Moldovei, în 1995 cererea de cocs acicular era estimată la 109 tone/zi. În schimb, în 2000 aceeași cerere era de 116 tone/zi. În 2005, în estimări cererea rămăsese aceeași cu cea din 2000.
După 1989 aceasta a devenit Rafinăria Dărmănești S.A.
La nivelul anului 1989 rafinăria avea o capacitate de rafinare de 1,5 milioane tone pe an. În 1992 procesa 1 milion de tone/an de petrol local cu conținut scăzut de sulf. Între iulie 1990 și iunie 1991 a procesat 570 000 tone de petrol local și 150 000 tone de petrol importat, totalizând 720 000 tone, adică 48,0% din capacitatea instalată. Unitatea de distilare atmosferică nr. 3 a fost închisă în 1989 și urma să fie demontată, astfel încât capacitatea de un milion de tone pe an putea fi luată ca referință. Se mai menționa că conductele, cu o lungime de 45 de kilometri, destinate gazelor lichefiate către RAFO se aflau în construcție.
Principalele produse erau nafta, kerosenul, motorina, păcura și hidrocarburile C3–C4.

### Raport USAID și WB
Într-un raport din 1992 cerut de Agenția Statelor Unite pentru Dezvoltare Internațională (USAID), viitorul rafinăriei părea a fi în producția de cocs acicular. Se indicau ca propuneri crearea unei unități de dimerizare care să folosească alchene pentru producția unui amestec cu cifră octanică ridicată dar și construcția unor conducte care să lege unitatea de RAFO Onești.

Schema de producție a rafinăriei Dărmănești, așa cum se prezenta într-un raport al Agenției Statelor Unite pentru Dezvoltare Internațională, în 1992

La nivelul anului 1996 întreprinderea încă producea cocs acicular, produsele lichide (nafta, motorină și păcură), fiind trimise la RAFO Onești pentru prelucrare finală și amestecate cu restul produselor finite ale rafinăriei oneștene. Gazele rafinăriei Dărmănești erau utilizate de RAFO în sistemul propriu de ardere. În același an, Agenția Statelor Unite pentru Dezvoltare Internațională (USAID) și Banca Mondială (WB) recomandau ca două rafinării mici să fie scoase din funcțiune, acestea fiind Steaua Română Câmpina și Vega, iar o a treia, Dărmănești, să fie inclusă în RAFO Onești adiacentă, pentru a reduce costurile, a spori puterea RAFO și pentru ca cea din urmă să protejeze producția de cocs acicular de la Dărmănești (atunci fiind singura întreprindere producătoare din țară). Recomandarea închiderii a venit pe fondul faptului că cele 5 rafinării mici din România (Astra Română, Petrolsub, Dărmănești, Steaua Română Câmpina, Vega) erau inferioare economic față de rafinăriile mari și se adăuga și surplusul de producție nerentabil. În același timp Rafinăria Dărmănești avea să-și reducă capacitatea de producție marginală și redundantă de bază. În evaluările economice ale USAID și WB compozitul RAFO–Dărmănești obținuse rezultate bune, întrucât avea ca avantaj logistica eficientă a RAFO pe piețele din Moldova și Transilvania, lucru care poziționa rafinăria în continuare ca centru de rafinare. Metodologia de evaluare folosită nu a comparat RAFO direct cu Petrotel sau Petrobrazi, datorită logisticii eficiente a rafinăriei moldave. Tot ca inițiativă de reducere a cheltuielilor USAID și WB recomandau închiderea rafinăriilor mari Petrobrazi și Petrotel.

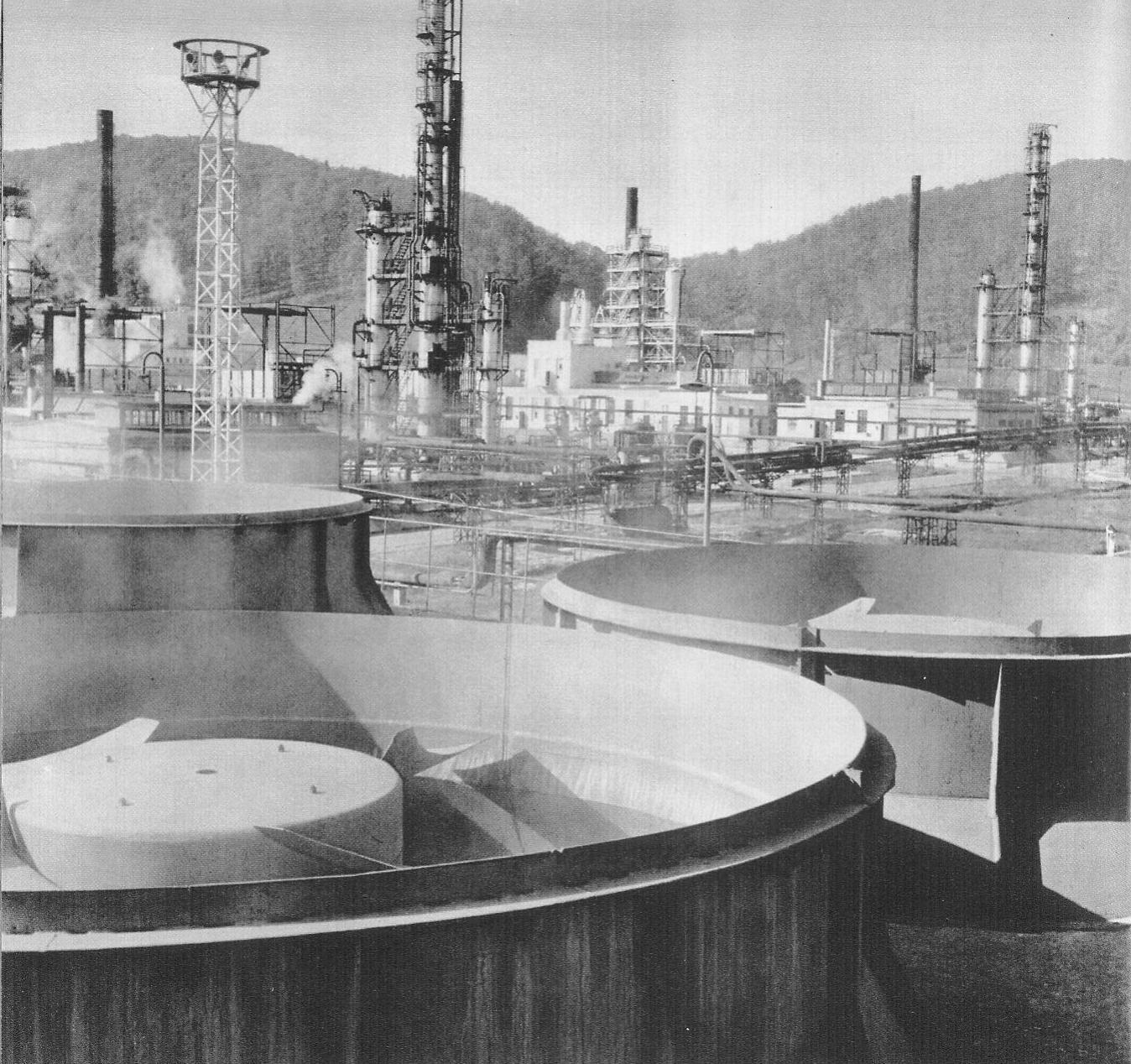
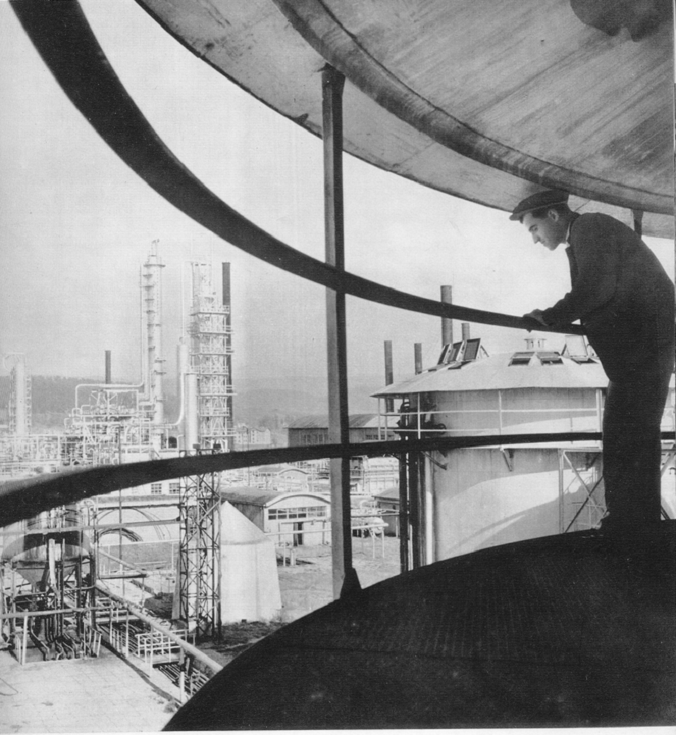
Vedere dintr-un turn de supraveghere, instalația de distilare atmosferică nr. 2 (D.A. 2) în planul secundar.
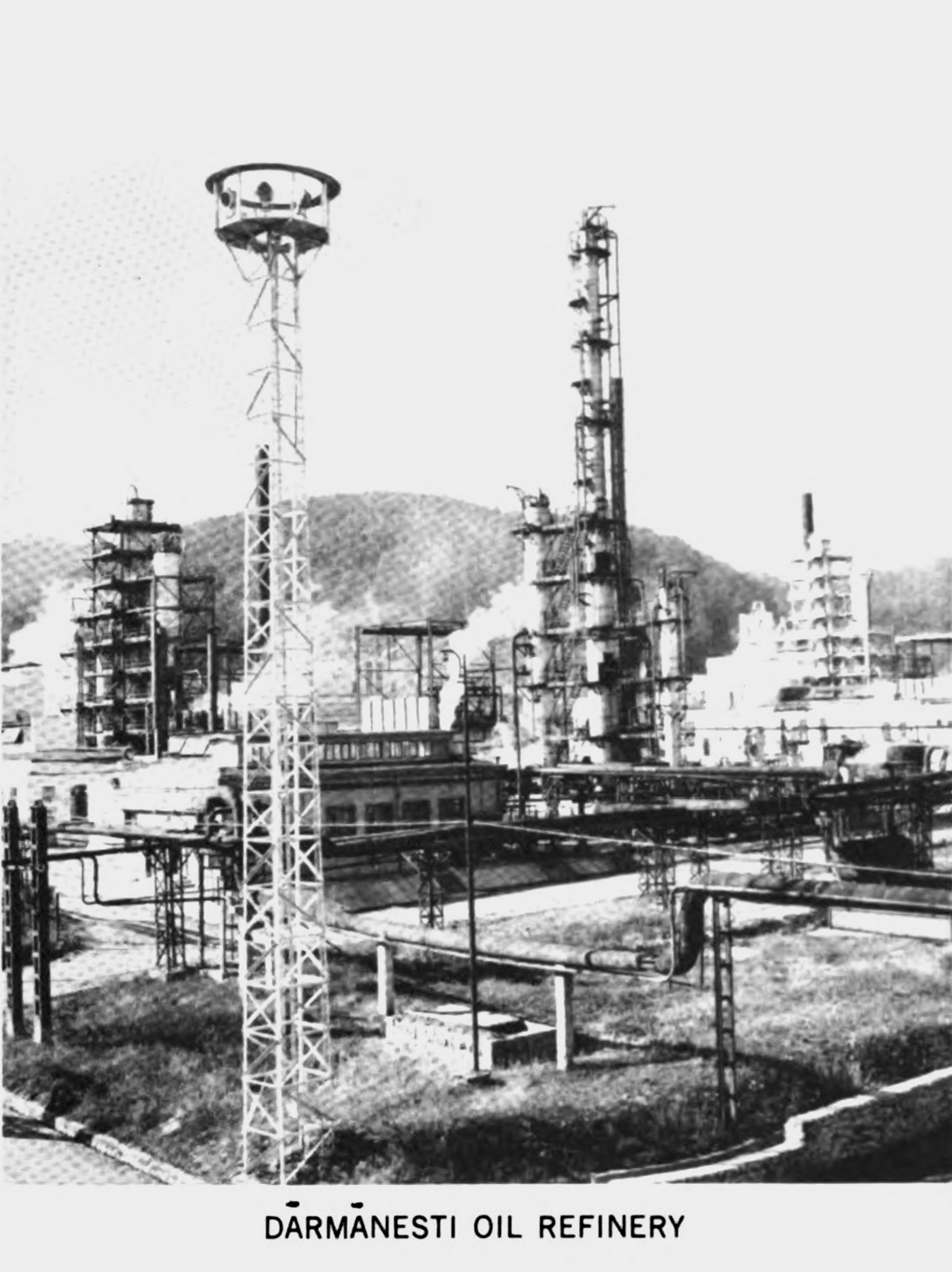
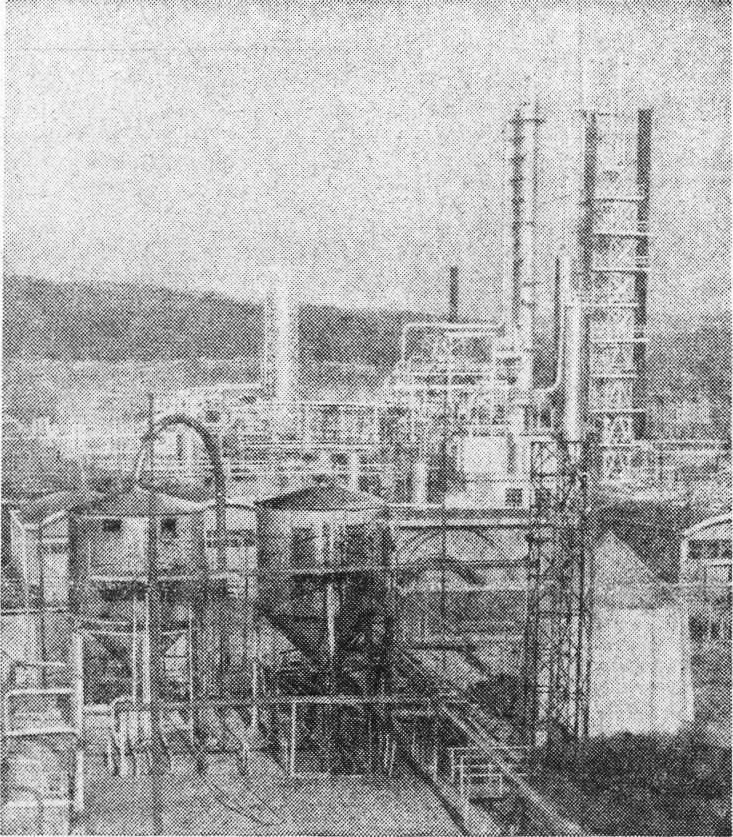
Instalația de distilare atmosferică nr. 2 (D.A. 2) în 1963.
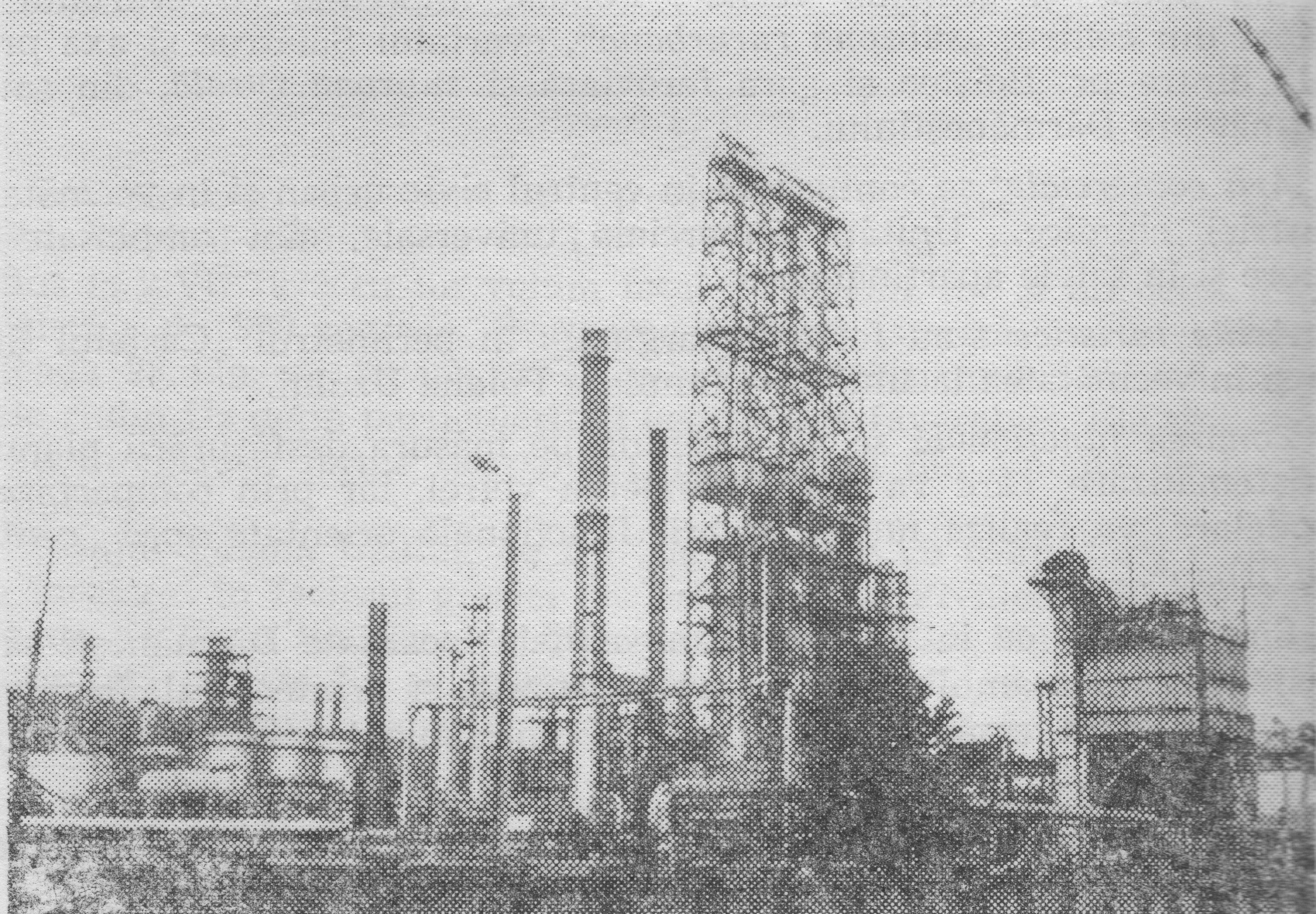
Instalația de cracare
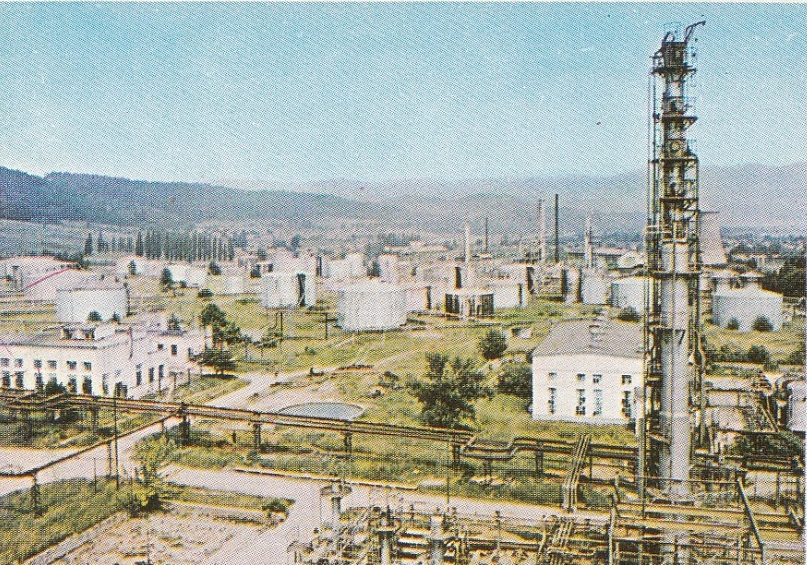
Vedere asupra parcului de rezervoare de la nord-est
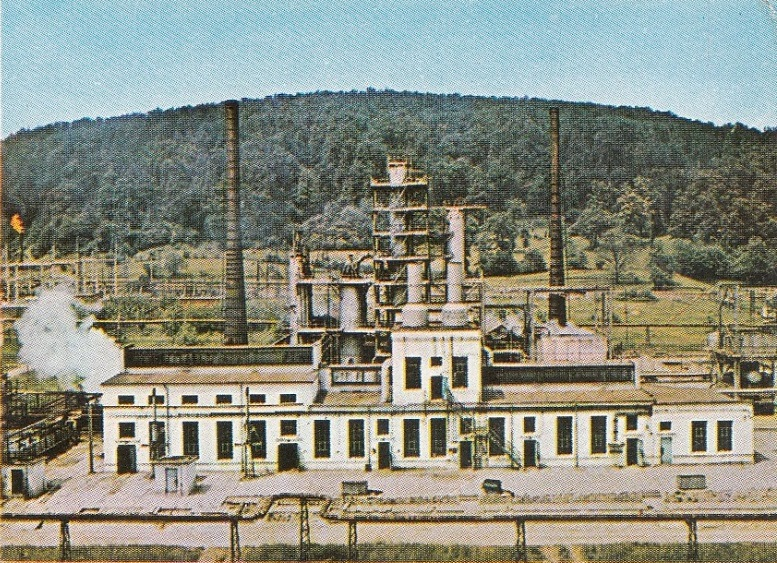

### Falimentare
Între 1997–1999 Rafinăria a funcționat parțial, iar pe 21 decembrie 1999 a fost semnat contractul de privatizare a rafinăriei, prin care firma Imperial Oil SA, deținută de Corneliu Iacobov, și-a adjudecat 70% din pachetul de acțiuni deținute de stat contra sumei de 10 miliarde de lei.
În anul 1998 a fost construită o instalație de bitum oxidat pentru asfalturi pe baza proiectului unui inginer, fiind pusă în funcțiune, însă nefiind posibilă valorificarea materialului întrucât instalația de fabricare a plastifiantului de la Onești nu mai exista.
După vânzarea rafinăriei s-au fabricat benzine superioare cu cifră octanică 98, dar exista și posibilitatea producerii benzinei de aviație cu cifră octanică 102.
În decembrie 2003, rafinăria a intrat în faliment și a fost închisă.
SNP Petrom, în calitate de creditor, a înaintat cerere de declanșare a procedurii falimentului împotriva Rafinăriei Dărmănești pentru o datorie de peste 5.000 de miliarde de lei. Pe 22 ianuarie 2004, judecătorii de la Secția Comercială a Tribunalului Bacău au decis să admită cererea de declanșare a lichidării Rafinăriei Dărmănești.
În mai 2007, rafinăria a fost cumpărată de RAFO Onești.
Potrivit unor rapoarte ale mai multor servicii de informații românești, în perioada 2000–2004, prin intermediul rafinăriilor Dărmănești, RAFO Onești și CAROM, grupuri de afaceriști au păgubit bugetul de stat cu o sumă totală de cel puțin 1,5 miliarde euro. Potrivit acelorași documente, unii dintre acești afaceriști au legături cu deputatul PSD Viorel Hrebenciuc (gruparea constituită în jurul lui Corneliu Iacobov), și cu vice-prim-ministrul Ioan Talpeș (gruparea constituită în preajma lui Ovidiu Tender). În jurul acestor piloni s-a construit, în țară și străinătate, un păienjeniș de sute de firme, înființate special pentru a se pierde urma banilor.
Resursele financiare ale rafinăriilor Dărmănești, RAFO Onești și CAROM au fost consumate prin cumpărarea unor mărfuri deteriorate sau nefolositoare, cu sume și de 1 000 de ori mai mari. Pentru aceste manevre financiare au fost folosiți frații Gheorghe Chealfă și Florin Cheptănuș, considerați lideri ai lumii interlope din județul Bacău. Cei doi frați, printr-o suită de firme reale și fantomă, vindeau către cele trei rafinării la sume mari, fier vechi drept instalații pentru modernizarea rafinăriilor.